# Мелвін Шварц
Мелвін Шварц (англ. Melvin Schwartz; 2 листопада 1932, Нью-Йорк, США — 28 серпня 2006, Твін-Фоллс, Айдахо, США) — американський фізик, професор, лауреат Нобелівської премії з фізики (1988) за відкриття і дослідження нейтрино і антинейтрино; відкрив існування сигма-нуль-гіперона і піона.

## Біографія
Народився в Америці, Нью-Йорк. У дванадцять років вступив до фізико-математичну школу з науковим ухилом в Бронксі, що дала світу чотирьох Нобелівських лауреатів. Після закінчення школи вступив (1949) в Колумбійський університет на фізичний факультет, очолюваний у той час легендарним професором Ісідором Рабі, майбутнім лауреатом Нобелівської премії, який виховав шість Нобелівських лауреатів за 13 років. У 1958 Мелвін Шварц стає асистентом професора, в 1963 — професором. Спільно з видатними вченими Леоном Ледерманом і Джеком Стейнбергер розробив і здійснив у лабораторії Колумбійського університету унікальний фізичний експеримент, в ході якого вперше отримана частка нейтрино не в космічних променях, а в лабораторних умовах, в променях високої енергії. Продовжуючи потім удосконалювати техніку експериментів із нейтрино, він відкрив існування двох різних видів нейтрино і антинейтрино — електронного і мюонного, що значно розширило уявлення людства про будову речовини.
Мелвін Шварц належить відкриття сигма-нуль-гіперонів і піона, а також експериментальний доказ незбереження парності у розпаді гіперонів.
У 1988 Шварц, спільно з Леоном Ледерманом і Джеком Стейнбергером, був удостоєний Нобелівської премії з фізики.
Мелвін Шварц помер 28 серпня 2006 року.